# InnoSPIEL
Der innoSPIEL ist ein Spielepreis, der von 2017 bis 2023 vergeben wurde. Er hat die Nachfolge der Essener Feder angetreten. Ziel war es innovative neuartige Spiele auszuzeichnen, die vom Mechanismus, Material, Thema etc. das Brettspiel in einer besonderen Form weiterentwickeln. Die Verleihung fand bis 2023 alljährlich im Rahmen der Internationalen Spieltage in Essen statt, 2024 wurde bekannt, dass der Preis eingestellt wurde.

## Jury
Der Preis wird von einer zurzeit siebenköpfigen Jury vergeben, deren Mitglieder als Spielekritiker, Journalisten, Verleger, Veranstalter oder im Handel der Brettspielszene tätig sind. Die Mitglieder der Jury arbeiten ehrenamtlich.
Aktuelle Jurymitglieder
- Michael Blumöhr seit 2017
- Christwart Conrad seit 2017
- Diana Doert seit 2019
- Karsten Höser seit 2017
- Jürgen Karla seit 2019
- Nadine Pick seit 2017
- Christoph Post seit 2017

Ehemalige Jurymitglieder
- Matthias Nagy 2017–2018

## Wahlverfahren
Aus den Spielen des aktuellen Spieljahrgangs stellt die Jury eine Auswahlliste an möglichen innovativen Spielen zusammen. Aus diesen wird eine Liste von drei Nominierten ausgewählt und im Vorfeld der Preisverleihung (in der Regel im September) verkündet. Aus diesen Spielen wird dann der Preisträger ausgewählt. Prämiert werden Spiele, die zwischen August des Vorjahres und Juli des aktuellen Jahres herauskommen. Zudem müssen die Spiele in Deutschland erhältlich und in deutscher Sprache zur Verfügung stehen.

## Preisträger
| Jahr | Preis    | Spiel                  | Autor                                  | Verlag                             | Spieleranzahl | Alter |
| ---- | -------- | ---------------------- | -------------------------------------- | ---------------------------------- | ------------- | ----- |
| 2017 | Gewinner | Magic Maze             | Kasper Lapp                            | Pegasus Spiele, Sit Down Games     | 1–8           | ab 08 |
| 2017 |          | Fabelsaft              | Friedemann Friese                      | 2F-Spiele                          | 2–5           | ab 08 |
| 2017 |          | LYNGK                  | Kris Burm                              | HUCH!                              | 2             | ab 13 |
| 2018 | Gewinner | Cool Runnings          | Olivier Mahy                           | Ravensburger Verlag                | 2–4           | ab 08 |
| 2018 |          | Bonk                   | David Harvey                           | Game Factory                       | 2–4           | ab 08 |
| 2018 |          | The Mind               | Wolfgang Warsch                        | Nürnberger Spielkartenverlag       | 2–4           | ab 08 |
| 2019 | Gewinner | Ab durch die Mauer     | Jürgen Adams                           | Zoch Verlag                        | 2–4           | ab 07 |
| 2019 |          | Detective              | Ignacy Trzewiczek                      | Portal Games, Pegasus Spiele       | 1–5           | ab 16 |
| 2019 |          | Keyforge               | Richard Garfield                       | Fantasy Flight Games               | 2             | ab 14 |
| 2020 | Gewinner | Root                   | Cole Wehrle                            | Quality Beast, Leder Games         | 2–4           | ab 10 |
| 2020 |          | Palm Island            | Jon Mietling                           | Kosmos                             | 1–2           | ab 10 |
| 2020 |          | Team 3                 | Matt Fantastic, Alex Cutler            | Abacusspiele                       | 3–6           | ab 08 |
| 2021 | Gewinner | Ghost Adventure        | Wlad Watine                            | Pegasus Spiele                     | 1–4           | ab 08 |
| 2021 |          | Der perfekte Moment    | Anthony Nouveau                        | Corax Games                        | 2–4           | ab 10 |
| 2021 |          | MicroMacro: Crime City | Johannes Sich                          | Edition Spielwiese, Pegasus Spiele | 1–3           | ab 10 |
| 2022 | Gewinner | Hey Yo                 | Takashi Saito                          | Oink Games                         | 2–10          | ab 08 |
| 2022 |          | Echoes                 | Matthew Dunstan, Dave Neale            | Ravensburger                       | 2–6           | ab 10 |
| 2022 |          | Wonder Book            | Martino Chiacchiera, Michele Piccolini | dV Giochi / Abacusspiele           | 1–4           | ab 10 |
| 2023 | Gewinner | Spaceship Unity        | Ulrich Blum, Jens Merkl                | Pegasus Spiele                     | 2–4           | ab 10 |
| 2023 |          | Mysterium Kids         | Antonin Boccara, Yves Hirschfeld       | Libellud, Space Cow                | 2–6           | ab 06 |
| 2023 |          | QE                     | Gavin Birnbaum                         | Strohmann Games                    | 3–5           | ab 08 |